# Bougaa
Bougaa (em árabe: بوڨاعة) é uma comuna localizada na província de Sétif, Argélia. Sua população estimada em 2008 era de 30 987 habitantes.